# Кубок Польщі з футболу 1925—1926
Кубок Польщі з футболу 1925—1926 — 1-й розіграш кубкового футбольного турніру в Польщі. Титул вперше здобула Вісла (Краків).

## Календар
| Раунд          | Дата                            | Матчі | Клуби  |
| -------------- | ------------------------------- | ----- | ------ |
| Окружні фінали | 8 листопада 1925 - 1 липня 1926 | 8     | 16 → 8 |
| Перший раунд   | 29 червня 1926                  | 1     | 8 → 7  |
| Другий раунд   | 29 червня - 25 липня 1926       | 3     | 7 → 4  |
| 1/2 фіналу     | 4 липня - 8 серпня 1926         | 2     | 4 → 2  |
| Фінал          | 5 вересня 1926                  | 1     | 2 → 1  |

## Окружні фінали
Краків
| Команда 1        | Рахунок | Команда 2       |
| ---------------- | ------- | --------------- |
| 8 листопада 1925 |         |                 |
| Вісла (Краків)   | 4:1     | Вавель (Краків) |

Варшава
| Команда 1        | Рахунок | Команда 2            |
| ---------------- | ------- | -------------------- |
| 8 листопада 1925 |         |                      |
| Легія (Варшава)  | 1:3     | Варшавянка (Варшава) |

Люблін
| Команда 1           | Рахунок | Команда 2      |
| ------------------- | ------- | -------------- |
| 22 листопада 1925   |         |                |
| Люблінянка (Люблін) | 3:4     | Сокуль (Рівне) |

Познань
| Команда 1         | Рахунок | Команда 2         |
| ----------------- | ------- | ----------------- |
| 29 листопада 1925 |         |                   |
| Варта (Познань)   | 15:2    | Поснаня (Познань) |

Шльонськ
| Команда 1     | Рахунок | Команда 2             |
| ------------- | ------- | --------------------- |
| 10 січня 1926 |         |                       |
| Рух (Хожув)   | 3:2     | 06 Заленже (Катовиці) |

Торунь
| Команда 1      | Рахунок | Команда 2        |
| -------------- | ------- | ---------------- |
| 14 лютого 1926 |         |                  |
| ТКС (Торунь)   | 9:1     | Полонія (Бидгощ) |

 Львів
| Команда 1      | Рахунок | Команда 2     |
| -------------- | ------- | ------------- |
| 20 червня 1926 |         |               |
| Спарта (Львів) | 1:0     | Чарні (Львів) |

Лодзь
| Команда 1    | Рахунок | Команда 2    |
| ------------ | ------- | ------------ |
| 1 липня 1926 |         |              |
| ЛКС (Лодзь)  | 1:0     | ЛТСҐ (Лодзь) |

## Перший раунд
| Команда 1      | Рахунок | Команда 2            |
| -------------- | ------- | -------------------- |
| 29 червня 1926 |         |                      |
| ТКС (Торунь)   | 5:3     | Варшавянка (Варшава) |

## Другий раунд
| Команда 1      | Рахунок | Команда 2       |
| -------------- | ------- | --------------- |
| 29 червня 1926 |         |                 |
| ЛКС (Лодзь)    | -:+     | Вісла (Краків)  |
| Спарта (Львів) | 4:0     | Сокуль (Рівне)  |
| 25 липня 1926  |         |                 |
| ТКС (Торунь)   | 0:7     | Варта (Познань) |

## 1/2 фіналу
| Команда 1      | Рахунок | Команда 2       |
| -------------- | ------- | --------------- |
| 4 липня 1926   |         |                 |
| Вісла (Краків) | 1:0     | Рух (Хожув)     |
| 8 серпня 1926  |         |                 |
| Спарта (Львів) | 4:0     | Варта (Познань) |

## Фінал
| 5 вересня 1926 |

| Вісла (Краків)                    | 2:1      | Спарта (Львів) |
| --------------------------------- | -------- | -------------- |
| Ковальський 12' (пен.) Рейман 90' | Протокол | Дмитров 32'    |

| Стадіон «Вісла», Краків Арбітр: Анджей Рутковскі |